# Bad Liebenstein
Bad Liebenstein är en stad i Wartburgkreis i förbundslandet Thüringen i Tyskland.